# Rolf Wüthrich
Rolf Wüthrich (* 4. September 1938; † 15. Juni 2004) war ein Schweizer Fussballspieler. Der Halbstürmer gewann unter Trainer Jean Snella in der Saison 1961/62 mit Servette FC Genève die Meisterschaft und spielte 1964/65 eine Saison beim 1. FC Nürnberg in der Fussball-Bundesliga.

## Karriere

### Vereine
In der Saison 1957/58 gewann der junge Offensivspieler mit dem FC Zürich die Meisterschaft in der Nationalliga B und stieg damit in die Nationalliga A auf. Drei Runden spielte er danach mit Zürich in der 1. Liga; in der Saison 1960/61 belegte er mit Mitspielern wie Bruno Brizzi, Werner Leimgruber und dem Ex-Stuttgarter Erwin Waldner den 3. Rang.  Zur Saison 1961/62 wechselte er für ein Jahr zu Servette FC Genève. Mit Servette gewann er die Schweizer Fussballmeisterschaft 1961/62, wobei Angreifer Jacques Fatton sich mit 25 Treffern die Torjägerkrone holte. Anschliessend spielte er zwei Spielzeiten für den Grasshopper Club Zürich. Er stand mit GC 1963 im Cup-Final, der aber am 15. April in Bern mit 0:2 gegen den FC Basel verloren wurde. Zur Saison 1964/65 wechselte er nach Deutschland  zum 1. FC Nürnberg. Der Club spielte in der Bundesliga, wurde von Trainer Gunther Baumann betreut und nahm neben Wüthrich auch noch seinen Landsmann Anton Allemann sowie Manfred Greif und Ludwig Müller neu unter Vertrag. Wüthrich gab sein Debüt im deutschen Profifussball am 6. Spieltag bei der 0:2-Auswärtsniederlage gegen den TSV 1860 München. Er bildete dabei auf Halbrechts mit Greif, Heinz Strehl, Tasso Wild und Kurt Dachlauer den Angriff des «Club». Sein erstes Tor erzielte er am 5. Dezember 1964 bei einem 3:0-Heimerfolg gegen den Titelverteidiger 1. FC Köln. Im Spielzeitverlauf kam er insgesamt auf 14 Einsätze, und Nürnberg belegte den sechsten Platz. Da Trainer Baumann vom Schweizer nicht überzeugt war – er sagte über ihn: «Für den hätte ich keine Mark ausgegeben!» –, kehrte er nach der Saison in die Schweiz zurück. Dort spielte Wüthrich noch in drei Spielzeiten für den BSC Young Boys und ein Jahr für den FC Luzern.

### Nationalmannschaft
Für die Schweizer Fussballnationalmannschaft absolvierte er zwischen 1960 und 1965 dreizehn Spiele, in denen er zwei Tore erzielte. Er gehörte den Teams in der Qualifikation zur Weltmeisterschaft 1962 gegen Belgien und Schweden an und war auch Aktiver im Entscheidungsspiel am 12. November 1961 in Berlin gegen Schweden. An der Seite von Karl Elsener, Heinz Schneiter, Eugen Meier, Ely Tacchella, Charles Antennen, Norbert Eschmann und Anton Allemann setzte sich die Schweiz mit 2:1 durch und war damit Teilnehmer am WM-Turnier in Chile. 1962 war er Teil der Auswahl, die an der Weltmeisterschaft in Chile teilnahm, aber nach drei Niederlagen in der Vorrunde ausschied. Wüthrich absolvierte unter Trainer Karl Rappan an der Seite von Mitspielern wie Karl Elsener, Anton Allemann, Charles Antenen und Roger Vonlanthen alle drei WM-Gruppenspiele in Chile und erzielte ein Tor: Chile (1:3, ein Tor); Deutschland (1:2); Italien (0:3).